# Nederlands-Indische gulden
De Nederlands-Indische gulden was de munteenheid van de Nederlandse kolonie Nederlands-Indië, het huidige Indonesië.
Munten waren er van:
| Waarde                | Vanaf | Tot  |
| --------------------- | ----- | ---- |
| ½ cent                | 1856  | 1949 |
| 1 cent                | 1855  | 1949 |
| 2½ cent               | 1856  | 1949 |
| 5 cent of 1/20 gulden | 1854  | 1922 |
| 1/10 gulden           | 1854  | 1949 |
| 1/4 gulden            | 1826  | 1949 |
| ½ gulden              | 1826  | 1834 |
| 1 gulden              | 1821  | 1840 |

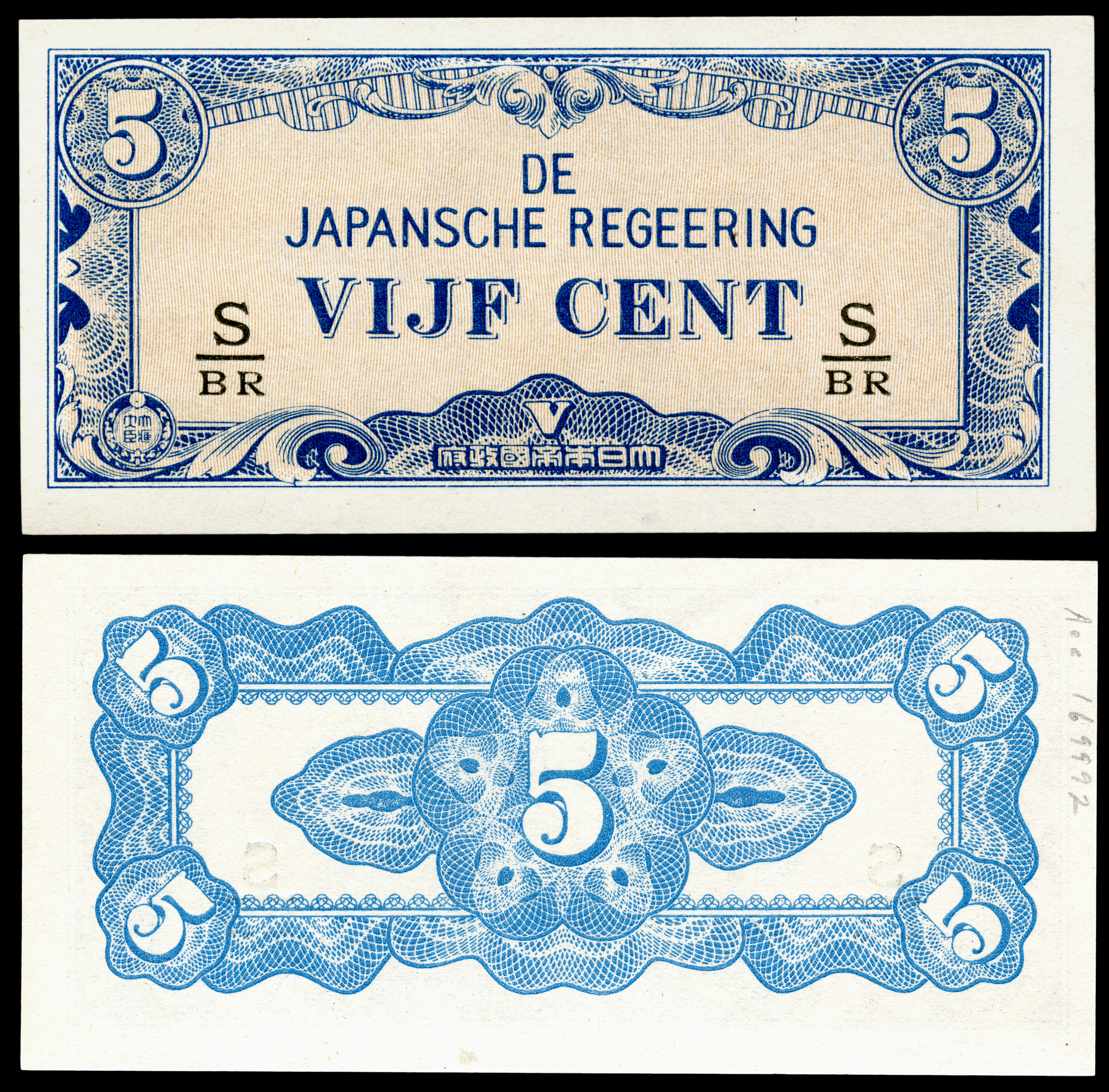
Biljet van vijf cent, 1942, ten tijde van de Japanse bezetting.

Na 1912 had Indië ook een tijd een gouden munt als standaard. Dit was, net als in Nederland, het gouden tientje. Biljetten van ½, 1, 2½, 5, 10, 25, 50 en 100 gulden waren in omloop.

## Geschiedenis
Al ten tijde van de Vereenigde Oostindische Compagnie hadden de eilanden een eigen valuta. Tijdens de Bataafse Republiek en het Koninkrijk Holland was 1 gulden: 20 stuivers die elk weer 4 duiten waren. Door inflatie zakte de verdeling tot 1 gulden = 30 stuivers = 120 duiten. In 1833 werd besloten geen duiten meer te gebruiken en 1 gulden gelijk aan 120 cent te maken. Later in 1854 werd 1 gulden 100 cent.
Sumatra en Java hadden een eigen munteenheid: de Sumatradollar (tot 1824) resp. de Javaanse roepie (tot 1816). Er was jarenlang echter een groot geldtekort, aangezien er niet meteen genoeg muntgeld beschikbaar was. Er waren in Nederlands-Indië dan ook een groot aantal Nederlandse munten in omloop. Dit aantal werd groter nadat er in 1854 bepaald werd dat Nederlandse munten ook in Indië gangbaar werden. Vanaf dat jaar werd ook gestart met het slaan van grotere aantallen Indische guldens.
De Javasche Bank was uitgever van het papiergeld.
Guldens waar koningin Wilhelmina met loshangend haar op stond, werden een beetje gemeden aangezien het ongepast werd gevonden voor een vorst om zich zo af te beelden. Gedurende de Japanse bezetting van Indië tijdens de Tweede Wereldoorlog werden nog steeds guldens gedrukt in het Nederlands. Er stond toen echter De Japansche Regeering op. In 1944 werd de Nederlands-Indische roepiah (onderverdeeld in 100 sen) geïntroduceerd, deze werd echter na de oorlog meteen weer vervangen.
Na de Japanse overgave wilde Nederland de gulden als valuta in Indië herstellen. In 1946 werden biljetten gedrukt van 5, 10, 25, 50, 100, 500 en 1000 gulden voor de Javasche Bank. Ook de naam roepiah stond hierop vermeld. In 1948 werden de nog biljetten van ½, 1 en 2½ gulden gedrukt. Na de onafhankelijkheid van Indonesië in 1949 werd de rupiah geïntroduceerd als de valuta van het land. Na overdracht van Nederlands-Nieuw-Guinea aan Indonesië in 1963 werd ook daar de Nederlands Nieuw-Guineese gulden vervangen door de rupiah.